# Сулуцьке сільське поселення
Сулу́цьке сільське поселення (рос. Сулукское сельское поселение) — сільське поселення у складі Ульчського району Хабаровського краю Росії.
Адміністративний центр — селище Сулук.

## Історія
Станом на 2002 рік існували Солонинська сільська адміністрація (селище Солоні) та Сулуцька сільська адміністрація (селище Сулук). 2004 року сільські адміністрації перетворені в сільські поселення. 2010 року Солонинське сільське поселення приєднано до складу Сулуцького сільського поселення.

## Населення
Населення сільського поселення становить 787 осіб (2019; 926 у 2010, 1491 у 2002).

## Склад
До складу сільського поселення входять:
| Населений пункт | Населення, осіб (2002) | Населення, осіб (2010) |
| --------------- | ---------------------- | ---------------------- |
| Солоні, селище  | 307                    | 227                    |
| Сулук, селище   | 1184                   | 699                    |